# Johann Schnabel
Johann Schnabel (* ?; † 27. Dezember 1546 in Selb) war ein evangelischer Theologe und Reformator.

## Leben
Nachrichten über Schnabels Frühzeit fehlen. Es wird berichtet, dass er aus der Gegend von Ansbach stammt. Namentlich wird er zuerst genannt, als ihn Markgraf Georg 1528 zum Prediger am Spital in Kulmbach berief. Im folgenden Jahr wird er bereits als Superintendent bezeichnet und führt in dieser Eigenschaft die Visitation „auf dem Gebirg“ durch. Für die Ordnung der Gemeinden setzte er sich mit großem Eifer und mit Tatkraft ein. Auf diese Weise schafft er in den ländlichen Gemeinden geordnete Verhältnisse. 
Durch seine Beharrlichkeit setzte er sich trotz bestehender Schwierigkeiten überall durch. Bei der Visitation wurde gleich die Brandenburg-Nürnbergische Kirchenordnung eingeführt. Unterstützt haben ihn bei dieser Arbeit Ludwig Agricola, Simon Schneeweiß und Valentin Wanner. Trotz beengter Verhältnisse und kärglichem Einkommen blieb Schnabel unentwegt bei der Arbeit und setzte in seinem Bereich die Reformation überall durch. Infolge höfischer Intrigen wurde er aus Kulmbach verdrängt. Nun zog er sich nach Selb zurück, wo er auch sein Leben beschloss.